# Albrecht Besserer von Thalfingen
Albrecht Theodorich svobodný pán Besserer von Thalfingen (8. října 1787, Langenau – 1. února 1839, Mnichov) byl bavorský generál, dvorský maršálek bavorského kurfiřta Maxmiliána I. Josefa a úřadující ministr války pod Ludvíkem I. od 1. listopadu 1838 do 28. ledna 1839.

## Rodina
Albrecht pocházel ze starého švábského rodu Bessererů von Thalfingen. Dne 26. září 1819 se oženil s Caroline Adelheidou Walburgou Josephou Wilhelminou von Verger. Pár měl dvě děti, Maximiliana Josepha Aloyse (* 1820) a Theresu Sophii (* 1824).